# Nemnjuga
Die Nemnjuga (russisch Немнюга) ist ein rechter Nebenfluss des Kuloi im Nordosten der Oblast Archangelsk in Nordwestrussland.
Die Nemnjuga entspringt im Pineschski rajon. Sie durchfließt ein sumpfreiches Tiefland im Mesenski rajon in überwiegend nordnordwestlicher Richtung und mündet schließlich in den Kuloi, 117 km oberhalb dessen Mündung in das Weiße Meer.
Die Nemnjuga hat eine Länge von 201 km. Sie entwässert ein Areal von 3630 km².
Der Fluss wird von der Schneeschmelze als auch von Niederschlägen gespeist.
35 km oberhalb der Mündung beträgt der mittlere Abfluss 26 m³/s.